# BrewDog
BrewDog è un birrificio britannico con sede a Ellon (Aberdeenshire, Scozia).

## Storia
Il birrificio è stato fondato nel 2007 da James Watt e Martin Dickie, a Fraserburgh, dove ha prodotto la prima birra nell'aprile del 2007. Nell'autunno del 2012, la fabbrica è stata trasferita a Ellon, ma hanno comunque mantenuto la sede a Fraserburgh come laboratorio per birre sperimentali.
Cercando sempre di diversificarsi da tutte le altre birrerie del resto del mondo hanno cercato di produrre birre sempre più ricercate, infatti nel 2009 realizzano una birra da 32% ABV (Tactical Nuclear Penguin), e nel 2010 ne producono una da 55% ABV (The End of History).

## Tipi di birra
La BrewDog copre una vastissima scelta sia per i diversi stili di birra, che per la gradazione alcolica che va da 1,1% ABV (Nanny State) fino a 55% ABV (The End of History). Si trovano in commercio sia in bottiglie che in lattine o anche in fusto o in botti.
Il birrificio divide le sue birre in:

### Core Range

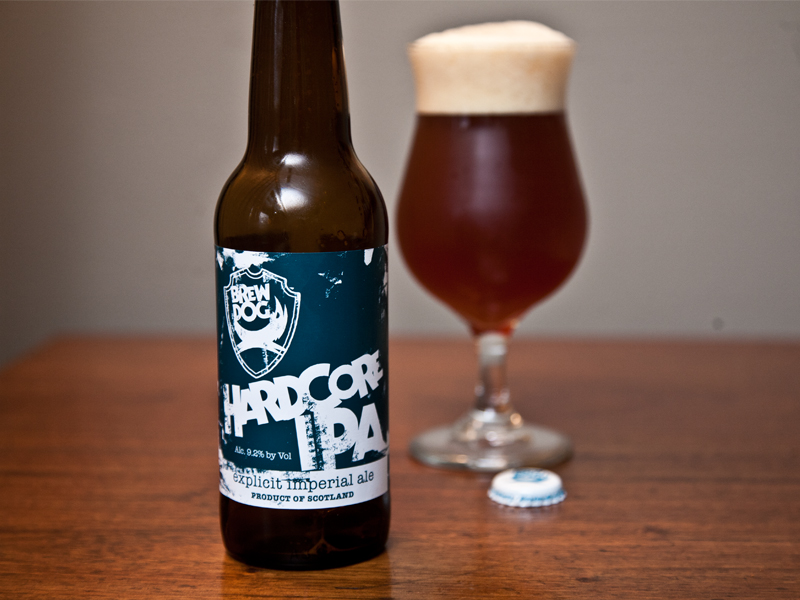
Hardcore IPA

- Dead Pony Club (3,8% ABV) Californian Pale Ale
- 5am Saint (5.0% ABV) Red Ale
- Punk IPA :
È una India Pale Ale prodotta dal 2007, inizialmente era messa in vendita con il 6.0% ABV, mentre è stato abbassato al 5.6% tra la fine del 2009 e l'inizio del 2010[2], è riuscita subito a conquistare un vasto mercato, infatti è la birra più venduta dal birrificio.

È una birra che lascia al palato una grande quantità di sapori composti da svariati frutti che possono variare dal pino, al pompelmo al frutto della passione ed è aiutata nel gusto anche dai luppoli (Chinook, Simcoe, Ahtanum, Nelson Sauvin). Presenta una schiuma molto corposa e resistente.
- Libertine Black Ale (7,2% ABV)
- Dogma (7,4% ABV) Ale in infuso di miele
- Hardcore IPA (9,2% ABV) IPA
- Tokyo*  (18,2% ABV) Imperial Stout

### Abstrakt
Le birre Abstrakt sono una serie di birre sperimentali realizzate in numero limitato, ogni lotto (che può avere per nome AB:01, AB:02 e così via fino ad AB:12) possiede delle caratteristiche differenti l'uno dall'altro in fatto di tasso alcolico, di stile di birra. Alcune vengono realizzate con aggiunta di aromi, alcune con aggiunta di frutti o altre con aggiunta di liquori, mentre altre variano per il tipo di botti in cui vengono fatte maturare.

### Limited Release
- Nanny State
- Alice Porter
- The Hunter Foundation Pale Ale
- Chaos Teory
- Paradox
- Anarchist Alchemist
- Bitch Please
- Tactical Nuclear Penguin
- Sink The Bismarck!
- Hello my name is sofia